# Amarcord (ensemble)
Amarcord est un ensemble vocal allemand basé à Leipzig, fondé en 1992 par cinq membres du chœur de l'église Saint-Thomas de Leipzig. Ils chantent de la musique médiévale et de la Renaissance, sacrée et profane, mais travaillent également avec des compositeurs contemporains comme Ivan Moody et Dimitri Terzakis (en).

## le Festival International de musique vocalea cappella
En 1997, le groupe fonde le Festival International de musique vocale a cappella (de) de Leipzig, qui devient un des plus importants du genre. Le festival programme des ensembles variés tels que The Swingle Singers, The King's Singers, le Huelgas Ensemble, Take 6, The Hilliard Ensemble, l'ensemble californien Chanticleer ou les suédois The Real Group.

## Membres
- Dietrich Barth (ténor) 1992-2007
- Daniel Knauft (basse)
- Holger Krause (basse)
- Frank Ozimek (baryton)
- Wolfram Lattke (de) (ténor) depuis 1995
- Martin Lattke (en) (ténor) 2006-2013
- Robert Pohlers (ténor) depuis 2013

## Discographie
2001
- Hear the voice
- In adventu domini
- Insalata a cappela

2002
- And so it goes

2003
- Ensemble amarcord

2005
- Nun komm der heiden heiland
- Pierre de la rue - Incessament

2006
- Vita S. Elisabeth

2007
- The Book of Madrigals

2008
- Album français

2009
- Heimlich heimlich...
- Rastlose liebe

2010
- Historia de Compassione Gloriosissimae Virginis Maria
- Von den letzen dingen
- Johann Sebastian Bach : Markus-Passion BWV 247

2011
- Coming home for Christmas
- Jauchzet dem herren alle welt
- Das lieben bringt gross' Freud !
- Années de pèlerinage

2012
- ZU S. Thomas
- Johann Sebastian Bach - Die Motetten

2013
- Folks & Tales

2014
- Marienvesper

2015
- Armarium

## Filmographie
- Sounds like Christmas, 2004
- Amarcord - Ein EnsembleLeben, 2010
- Chronik : Nahaufnahme buch inkl., 2012
- Amarcord - The Book of Madrigals, 2014